# Blindklinknagel

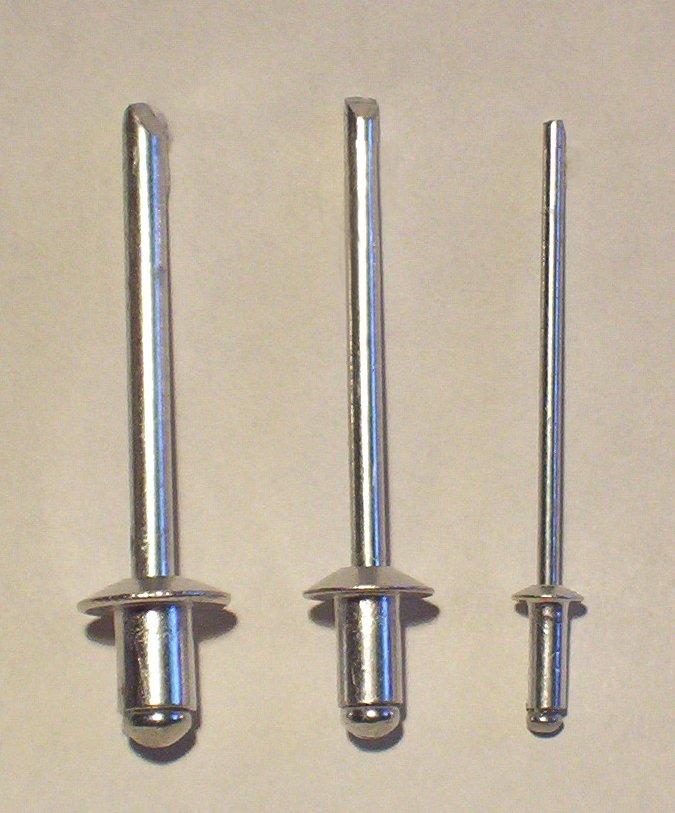
Aluminium popnagels

Werking van een popnagel

Een blindklinknagel of popnagel is een middel om twee stukken plaatmateriaal aan elkaar te verbinden. Een blindklinknagel kan gezien worden als een variant van de klinknagel. Een voordeel van de verbinding is dat deze toegepast kan worden bij delen die slechts van een kant toegankelijk zijn, vandaar de term "blind" in de naam.
De officiële benaming is eigenlijk 'blindklinknagel'. De naam 'popnagel' valt te herleiden tot de merknaam POP van de oorspronkelijke fabrikant van blindklinknagels, Emhart Teknologies, thans Stanley Engineered Fastening geheten, onderdeel van Stanley Black & Decker.
Een popnagel bestaat uit een holle nagelhuls die voorzien is van een kraag. Hierdoorheen zit een trekpen met op het uiteinde een afgeronde kop. Direct boven de kop van de pen bevindt zich een insnoering (verdunning) met daarboven een aantal groefjes.

## Gebruik
De popnagel wordt in het gat van de te verbinden delen geschoven. De nagel moet hierbij langer zijn dan de gezamenlijke dikte van de delen. Met behulp van een popnageltang kan de trekpen worden vastgeklemd en in de nagelhuls worden getrokken. Door het (meermaals) inknijpen van de tang wordt de trekpen steeds zwaarder belast. Hierbij vervormt de nagelhuls, het uitstekende deel wordt opgerekt of 'opgepopt'. De pen breekt uiteindelijk bij de insnoering af, zodra er voldoende kracht op wordt uitgeoefend. Er ontstaat een sterke verbinding die alleen mechanisch, bijvoorbeeld door uitboren, ongedaan gemaakt kan worden.

## Uitvoering
Er zijn verschillende uitvoeringen van de popnagel verkrijgbaar, zowel wat betreft maatvoering, materiaal als vormgeving.
Popnagels worden geleverd met een diameter van 2,4 tot 6,4 mm. De lengte kan variëren van kort tot lang. Ook kunnen ze voorzien zijn van extra grote kraag. Behalve popnagels met een nagelhuls van aluminium kan deze ook uit roestvast staal of monel bestaan. Verder is er een uitvoering waarbij de nagelhuls de kop van de trekpen volledig omsluit waardoor deze gas- en vloeistofdicht is.